# آنگوس (تگزاس)
آنگوس (به انگلیسی: Angus) شهری در شهرستان ناوارو ایالت تگزاس از ایالات جنوبی ایالات متحده آمریکا است. در سرشماری سال ۲۰۰۰، جمعیت این شهر ۳۳۴ نفر اعلام شد. 